# Castillo de Basturs
El castillo de Basturs es un castillo medieval español, de época románica, de la entidad de población de Basturs, en el antiguo término de Orcau y actual de Isona y Conca Dellá.
Se encuentra documentado en 1055, cuando fue vendido por el conde de Pallars Jussá Ramón V a Arnau Mir de Tost, el conquistador de la mayor parte de la Conca Dellà como vasallo del conde de Urgel. Mir de Tost lo cedió en dote a su hija Valença, quien se casó con el conde de Pallars Jussá, y a su nieto Arnau. En 1057 está documentado el nombre de su castellano que era en aquel momento: Isarn Sala de Basturs, justo en el momento en que los condes pactan la cesión del castillo de Basturs a Ramon Miró de Orcau. En 1071, aunque, este último lo deja en testamento a su hijo Pedro.
Estuvo en manos de esta familia hasta el siglo XIV, cuando Pedro IV de Aragón hizo ceder, en el año 1338, los castillos de Basturs, el Puig y Puebla de Segur al vizconde Pere de Vilamur, quien vendió Basturs a Sibila de Vilamur en 1380. Sin embargo, un año después vuelve a constar un Orcau como señor de Basturs: Arnau de Orcau. Hasta la extinción de los señoríos, este castillo permaneció unido a la baronía de Orcau.
Quedan fragmentos de paredes, con algunas partes de bóvedas y restos de una torre, en lo alto del pueblo de Basturs, en el lugar llamado el pueblo viejo. En efecto, no se trataba sólo del recinto del castillo, sino que sus paredes externas debían incluir el poblado viejo de Basturs.